# Sjídnytsia
Sjídnytsia (ucraniano: Схі́дниця; polaco: Schodnica) es un asentamiento de tipo urbano de Ucrania perteneciente al raión de Drohóbych en la óblast de Leópolis.
En 2019, la localidad tenía 2244 habitantes. Es sede de un municipio con una población total de unos dieciséis mil habitantes, en cuyo territorio se incluyen los asentamientos de tipo urbano de Sjídnytsia y Pídbuzh y 20 pueblos.
Se conoce la existencia de la localidad desde el siglo XIV. Era una pequeña localidad agrícola hasta la segunda mitad del siglo XIX, cuando se descubrió petróleo en la zona y se desarrolló como parte de los proyectos de extracción petrolera de Boryslav. La localidad es también conocida por sus depósitos de agua mineral. Hasta la reforma territorial de 2020, su ayuntamiento no tenía pedanías y además no pertenecía a ningún raión, sino que la ciudad de importancia regional de Boryslav ejercía las funciones de raión para el asentamiento.
Se ubica en la periferia suroccidental de Boryslav, a orillas del río Stryi.